# Polomkastning

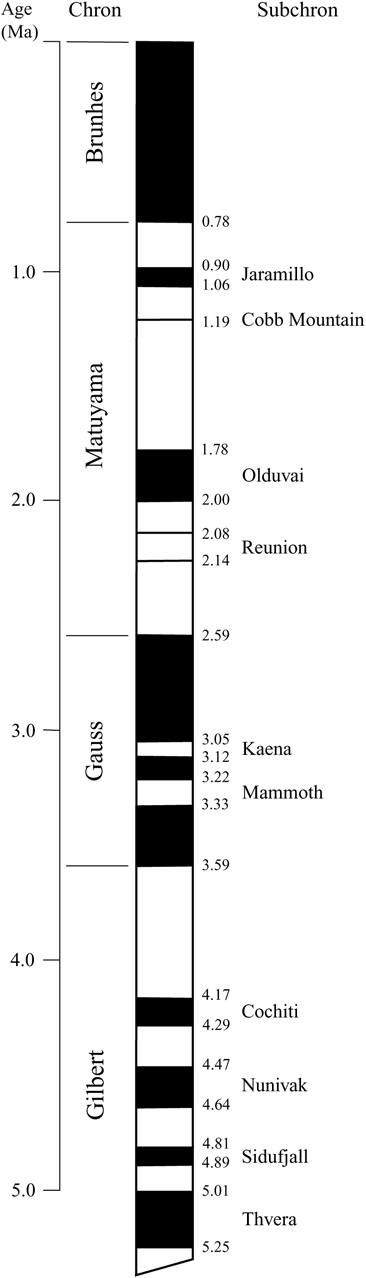
Polriktningar under de senaste 5 miljoner åren.

Polomkastning, eller geomagnetisk omkastning, kallas fenomenet att riktningen på jordens magnetfält har kastats om ett flertal gånger under historien. Denna händelse, som pågår mellan några hundra och några tusen år, innebär ofta en lång minskning av fältstyrkan följd av en snabb återhämtning när den nya riktningen har etablerats.

## Orsaker
Vetenskapen har ingen riktigt bra teori om vad som orsakar polomkastningen. Ett flertal olika förslag finns dock.
Många forskare tror idag att uppkomsten av jordens magnetfält kan förklaras med hjälp av dynamoteori. I datorsimuleringar har man observerat att de magnetiska fältlinjerna kan bli oorganiserade genom den slumpmässiga rörelsen hos de flytande metallerna i jordens kärna. I vissa simulationer leder detta till en instabilitet där magnetfältet spontant kastas om till den motsatta orienteringen. Detta scenario stöds av observationer av solen, vars magnetiska poler kastas om var 7-15 år. Solens magnetfält ökar dock mycket under en omkastning, medan alla omkastningar på jorden inträffar under perioder med låg fältstyrka. Dagens beräkningsmetoder har krävt grova förenklingar för att få acceptabla beräkningstider.
En åsikt som delas av ett mindre antal forskare är att dynamon i jordens inre ibland stängs av genom yttre påverkan, till exempel då kontinentalplattor i subduktionszoner åker in i jordens mantel. När dynamon startar om igen väljs spontant en riktning.

## Historiska magnetfält
Genom historien verkar jordens magnetfält ha bytt riktning mellan 1 och 5 gånger på en miljon år. Dessa perioder är dock mycket oregelbundna. Under vissa perioder har magnetfältet behållit sin orientering i tiotals miljoner år medan i andra perioder har omkastningen skett med bara 50 000 års mellanrum. Senaste omkastningen ägde rum för cirka 780 000 år sedan.

En spridningszon ger information om paleomagnetism.
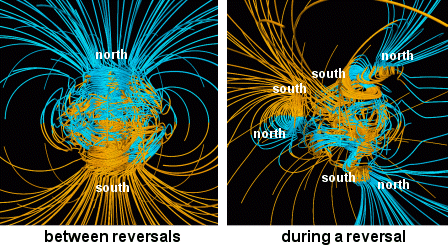
Datorsimuleringar av jordens magnetfält.